# Alina Szapocznikow
 (septembre 2018).
Si vous disposez d'ouvrages ou d'articles de référence ou si vous connaissez des sites web de qualité traitant du thème abordé ici, merci de compléter l'article en donnant les références utiles à sa vérifiabilité et en les liant à la section « Notes et références ».
Alina Szapocznikow (), née le 16 mai 1926 à Kalisz et morte le 2 mars 1973 à Passy (Haute-Savoie), au sanatorium de Praz Coutant, est une sculptrice polonaise.

## Biographie

### Enfance, ghetto et déportation
Alina Szapocznikow naît le 16 mai 1926 à Kalisz, en Pologne. Avec ses parents et son frère cadet Miroslaw, Alina Szapocznikow vit à Pabianice, près de Łódź, où elle fréquente une école polonaise avec son amie Rita (plus tard Hilton) dont les parents sont également médecins d'origine juive. En 1938, juste avant le déclenchement de la seconde Guerre mondiale, son père meurt de la tuberculose. En février 1940, après l'invasion de la Pologne, la famille de Szapocznikow est enfermée dans le ghetto de Pabianice. Après la liquidation du ghetto en 1942, la famille est transférée à celui de Łódź. D'après le témoignage de Rita Hilton, la famille Szapocznikow est envoyée à Bergen-Belsen, où elle restera environ dix mois, via Auschwitz. Mère et fille travaillent dans l'hôpital du camp, mais elles sont séparées à l'automne de 1944. À la libération du camp Szapocznikow elle part à Prague avec un groupe de prisonniers tandis que sa mère, qu'elle croit morte, retourne à Łódź. À Prague, elle sera influencée par l'art de Otto Gutfreund qui combine cubisme et éléments réalistes aux formes organiques. Elle quitte Prague pour Paris en novembre 1947.

### Entre la Pologne et Paris (1947-1963)
Au début de l'année 1948, Szapocznikow entreprend des études à l'École des Beaux-Arts de Paris. Elle fait la connaissance de César. Au printemps, elle rencontre Ryszard Stanislawski. Ensemble ils découvrent  Giacometti, Picasso, Dubuffet  et les surréalistes. Szapocznikow partage l'esprit de la culture de la France des années 1940, sa conscience aiguë de l'effondrement de l'ordre ancien. La fragmentation du monde, de la vie, de l'art, du corps et de la mémoire, formera une constante du travail de Szapocznikow, fragmentation qui s'exprimera de façon radicale dans ses dernières œuvres. À leur retour en Pologne, Szapocznikow et Stanislawski doivent faire face à une nouvelle réalité : la Pologne communiste. Ils sont confrontés à des problèmes de logement et doivent vivre dans les entrepôts du Bureau central des expositions artistiques. Elle participe à de nombreux concours et expositions organisés par l’État. Alina et Stanislawski se marient le 12 juillet 1952. Quelques mois plus tard, ils adoptent un garçon, Piotr.
En 1953, après la mort de Staline, le pays sous contrôle soviétique connait une légère libéralisation et la vie artistique commence également à se transformer. Le contenu des œuvres d'Alina Szapocznikow prête davantage à la controverse et leur forme se fait plus expressive. En 1956, Alina participe à un concours pour l'élaboration du pavillon polonais à l'exposition universelle de Bruxelles. Alors qu'elle travaille au projet, elle fait la connaissance de Roman Cieslewicz, membre de l'équipe qui conçoit le pavillon, et avec lequel elle aura plus tard une relation. En janvier 1958, elle termine la sculpture Maria Magdalena [Marie Madeleine], considérée par les critiques comme la plus représentative de ses œuvres de la fin des années 1950. Proche d'une abstraction organique, elle renvoie à des formes biologiques, plus particulièrement sensuelles et féminines. En octobre, elle expose Marie Madeleine à la Biennale des jeunes artistes à Paris. Durant son séjour elle loge chez son ami César et reçoit de nombreuses propositions, ce qui éveille son désir de retourner vivre en France. Son œuvre est présentée dans bon nombre d'expositions tant en Pologne qu'à l'étranger. Cinq d'entre elles renforcent sa position sur la scène artistique polonaise et sont largement couvertes par les médias nationaux. Alina réalise le premier moulage direct de son propre corps. Le moulage de sa jambe sera le point de départ de ses expériences avec les moulages directs au milieu des années 1960.

### Paris 1963-1973
En 1963, Szapocznikow et Cieslewicz décident de s'installer définitivement à Paris. Cieslewicz rejoint l'équipe éditoriale de Elle, tandis que Szapocznikow loue un atelier près du cimetière du Père-Lachaise. Le 25 janvier 1966, Alina Szapocznikow apprend qu'elle a gagné, avec Goldfinger, le prix de la fondation Copley, dont le jury est formé par Jean Arp, Marcel Duchamp, Max Ernst, Roberto Matta et Darius Milhaud. Durant l'hiver, elle termine Bouquet II : le plâtre Célibataire de 1962-1963 y est enveloppé dans une pellicule de plastique et un bouquet de fleurs-bouches en polyester jaillit de la tête. Elle crée la série des Seins et des Bouches, ainsi que les premières versions lumineuses de celles-ci : des lampes de polyester où sont incrustées des empreintes de bouches. En 1967, Alina Szapocznikow épouse Cieslewicz à Paris. Elle crée la même année Le Voyage, apogée de son œuvre, qui expose la perte progressive d'un support et d'un centre de gravité stables ; L'Apesanteur (Hommage à Komarov), une figure élancée ressemblant à une momie ; et Caprice-Monstre, une forme lumineuse de grande dimension qui sera présentée dans sa première exposition individuelle à Paris. Le 11 avril 1967, Pierre Restany, ami, critique influent et fondateur  du mouvement du Nouveau Réalisme, inaugure la première exposition individuelle de Szapocznikow à la galerie Florence Houston Brown à Paris. En juillet l'exposition sera présentée à une plus grande échelle à la Galerie national d'art Zacheta, à Varsovie, sous le titre Alina Szapocznikow, Sculptures. En automne, c'est la version parisienne qui sera également présentée à la galerie Latina à Stockholm et à la galerie Marya à Copenhague ; elle inclura les œuvres les plus récentes de l'artiste. Restany et Michel Ragon présentent la sculpture de Szapocznikow intitulée Le Cœur de la ville dans La Nature moderne au Palais de Glace à Paris, où elle expose également Ça coule en rouge, une œuvre réalisée avec de la lingerie bourrée de coton et rigidifiée par du polyester. Elle entame une période d'expérimentation intense : arrangements de moulages de ventres et autres fragments de corps dans son atelier, ainsi qu'esquisses pour lesquelles elle utilise des moulages et qu'elle documente lors de sessions de photographie. Elle commence à expérimenter l'incorporation de photographies dans du polyester translucide. Dans Souvenirs, elle intègre des photos d'amis, tels que Christian Boltanski et Fernando Arrabal, et des célébrités telles Julie Christie, Sophia Loren et Monica Vitti. Au cours du printemps, Szapocznikow se met à travailler un nouveau matériau, le polyuréthane, pour créer Ventres-coussins. Elle moule des ventres dans une mousse de polyuréthane, lesquels sont destinés à être des objets utilitaires et à servir de coussins.
Fin 1968, Szapocznikow craint un cancer, alors qu'elle se met à produire la série intitulée Tumeurs : des piles de journaux, de la gaze et des photographies sont incorporées dans du polyester et disposées de façons diverses dans l'espace.
Le 19 janvier 1969, un cancer du sein est diagnostiqué à l'hôpital Saint-Antoine à Paris. Elle est opérée au printemps. En 1970, Restany invite Szapocznikow à participer à Art Concepts from Europe, galerie Bonito à New York. Son texte, intitulé My American Dream introduit l'idée de créer une Rolls-Royce en marbre à l'échelle 2:1. Pour financer son projet, elle envoie alors des demandes de soutien à des sponsors potentiels. Harald Szemann, directeur de la Documenta 5 à Cassel, fait part de son intérêt pour la Rolls-Royce de marbre et invite Szapocznikow à condition qu'elle trouve un financement. Le cancer de Szapocznikow connait une phase de rémission. Elle arrête de produire les Tumeurs mais continue de créer et de vendre ses lampes et ses bijoux (qui incorporent des moulages de ses lèvres). Elle réalise les premiers Fétiches qui intègrent les moulages de fragments de son propre corps et des objets trouvés, et les Dessert, des coupes de dessert en verre où sont posés des moulages de seins. Cet intérêt pour le fétichisme se reflète également dans l'Enterrement d'Alina, qui inclut des photographies d'elle-même et de ses amis ainsi que quelques-uns de ses vêtements.
En 1972, Szapocznikow entreprend la création de sa dernière œuvre, Herbier, consistant en quatorze reliefs sculptés faits de moulages en plâtre de parties du corps. Szapocznikow documente son corps malade, archive sa dégradation de manière distanciée. Szapocznikow décède du cancer le 2 mars 1973. Elle est considérée comme la sculptrice (tous genres confondus) la plus importante du XXe siècle en Pologne.

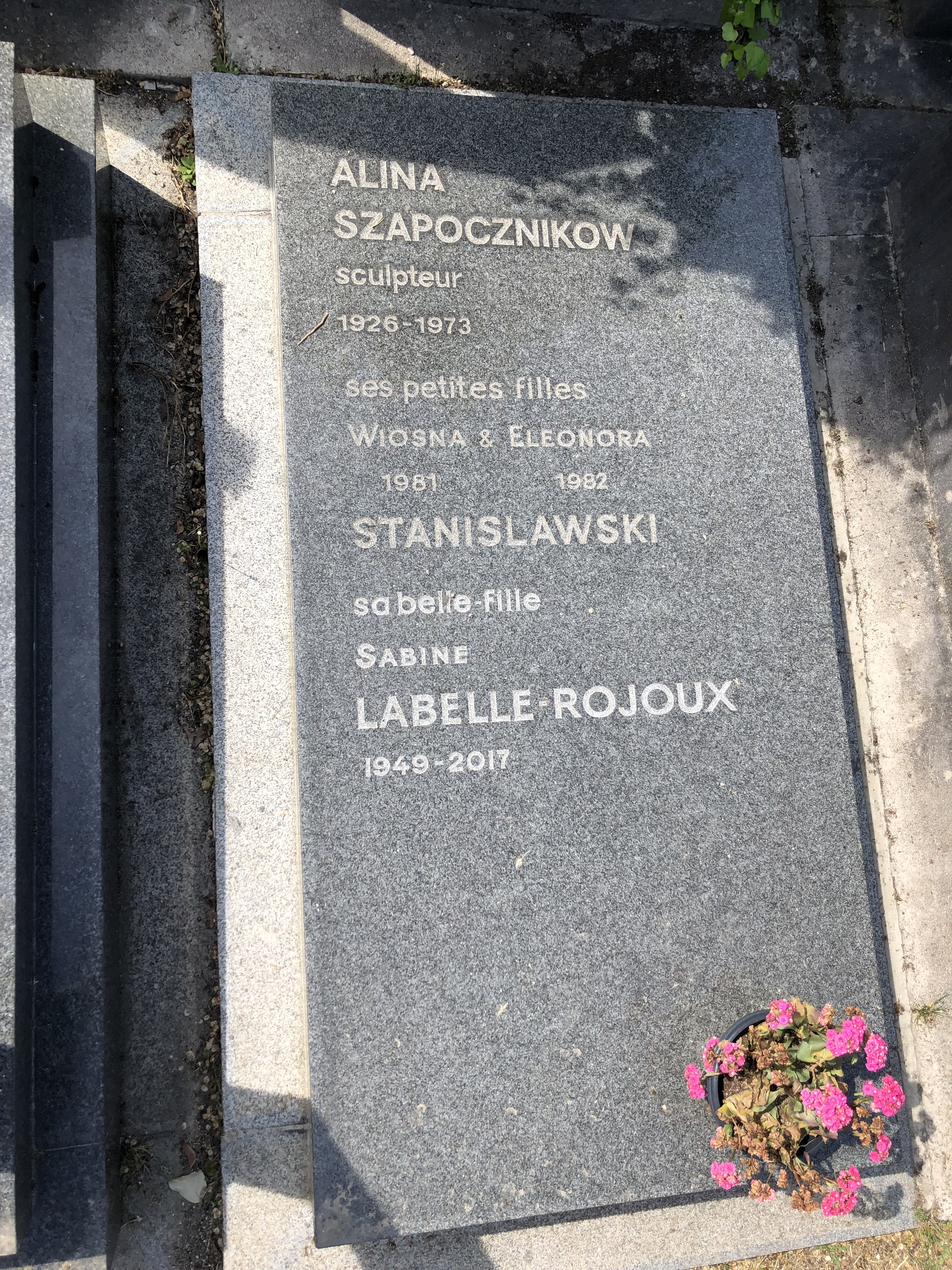
Tombe de l'artiste au cimetière du Montparnasse

Alina Szapocznikow est inhumée au cimetière du Montparnasse (Division 9).

## Expositions

### Expositions personnelles récentes
- 2025 : « Alina Szapocznikow : Langage du corps », Musée de Grenoble, Grenoble, 20 septembre 2025 - 4 janvier 2026[3]
- 2025 : « Alina Szapocznikow: Körpersprachen », Kunstmuseum Ravensburg, Ravensbourg, 15 mars - 6 juillet 2025[4]
- 2020 : « To Exalt the Ephemeral: Alina Szapocznikow, 1962 – 1972 », Hauser & Wirth, Londres, 7 février - 2 mai 2020[5]
- 2019 : « To Exalt the Ephemeral: Alina Szapocznikow, 1962 – 1972 », Hauser & Wirth, New York, 29 octobre _ 21 décembre 2019[6]
- 2018 : « Human Landscapes », Staatliche Kunsthalle, Baden-Baden, 21 juillet - 7 octobre 2018[7]
- 2017 : « Alina Szapocznikow: Human Landscapes », The Hepworth Wakefield, Wakefield, 21 octobre 2017 – 28 janvier 2018[8]
- 2016 : « Alina Szapocznikow, Paysage(s) humain(s)/Human Landscape(s) », Galerie Loevenbruck, Paris, 1er avril - 28 mai 2016[9]
- 2015 : « Alina Szapocznikow », Pippy Houldsworth Gallery, Londres, 20 novembre 2015 – 9 janvier 2016[10]
- 2015 : « Alina Szapocznikow », Andrea Rosen Gallery, New York, 30 octobre - 15 décembre 2015[11]
- 2014 : « Alina Szapocznikow: Body Traces », Tel Aviv Museum of Art, Tel Aviv, 6 février – 31 mai 2014[12]
- 2013 : « Oeuvres lumineuses / Luminous Works », Galerie Loevenbruck, Paris, 22 octobre - 7 décembre 2013[13]
- 2013 : « Alina Szapocznikow. Du dessin à la sculpture », Cabinet d'art graphique, MNAM / Centre Pompidou, Paris, 27 février - 20 mai 2013[14]
- 2012 : « Alina Szapocznikow: Sculpture Undone, 1955-1972 », Wiels Centre d’Art Contemporain, Bruxelles, BE, 10 septembre 2011 - 8 janvier 2012[15], Wexner Center for the Arts Colombus, Ohio, 19 mai - 5 août 2012[16], Hammer Museum, Los Angeles, 5 février 2012 – 6 mai 2012[17], MoMA, New York, 7 octobre 2012 – 28 janvier 2013[18].
- 2010 : « Skulpturen und Zeichnungen von Alina Szapocznikow », Kunstparterre, Munich, 10 avril – septembre 2010[19]

### Expositions collectives récentes
- 2020 : « Untitled, 2020 », Punta della Dogana, Venise, 22 mars - 13 décembre 2020[20]
- 2019 : « Créatrices, l'émancipation par l'art », Musée des Beaux-Arts de Rennes, Rennes, 29 juin - 29 septembre 2019[21]
- 2018 : « Lost, Loose and Loved: Foreign Artists in Paris 1944-1968 », Museo Reina Sofía, Madrid, 21 novembre 2018 – 22 avril 2019[22]
- 2017 : « documenta 14 », Musée national d'art contemporain, Athènes, 8 avril - 17 juillet 2017 et Neue Galerie, Kassel, 10 juin -17 septembre 2017[23]
- 2017 : « Making Space: Women Artists and Postwar Abstraction », MoMA, New York, 13 avril – 13 août 2017[24]
- 2016 : « Bittersweet Transformation. Alina Szapocznikow, Kateřina Vincourová et Camille Henrot », Kunsthaus Graz, Graz, 26 mai - 28 août 2016[25]
- 2015 : « Them », Schinkel Pavillon, Berlin, 13 juin – 26 juillet 2015[26]
- 2014 : « Art Farhenheit 451: Sailing into the sea of oblivion », Yokohama Triennale, Yokohama, 1er août – 3 novembre 2014[27]
- 2013 : « Le Surréalisme et l'objet », MNAM/CCI Centre Pompidou, Paris, 30 octobre 2013 – 3 mars 2014[28]
- 2009 : « Awkward Objects. Alina Szapocznikow and Maria Bartušova, Pauline Boty, Louise Bourgeois, Eva Hesse, and Paulina Ołowska », Musée d'Art moderne, Varsovie, PL, 14 mai – 26 juillet 2009[29]

### Ouvrages monographiques
- Alina Szapocznikow: Körpersprachen / Body Languages, Ravensbourg, Kunstmuseum Ravensburg, Vienne, Verlag für moderne Kunst GmbH, 2025[30]
- To Exalt the Ephemeral: Alina Szapocznikow, 1962-1972, Zurich, Hauser & Wirth Publishers, 2019[31]
- Human Landscapes, Cologne, Verlag der Buchhandlung Walther König, 2018[32]
- Alina Szapocznikow / Body Traces, Tel Aviv, Tel Aviv Museum of Art, 2014[33]
- Alina Szapocznikow : du dessin à la sculpture, Paris, Éditions Dilecta / Centre Pompidou, 2013[34]
- Alina Szapocznikow, Sculpture Undone 1955-1972, Bruxelles, Wiels Centre d'Art Contemporain et Fonds Mercator, 2011[35]
- Alina Szapocznikow, Sculpture Undone 1955-1972, New York, Bruxelles, The Museum of Modern Art (MoMA), Mercatorfonds, 2011[36]
- Capturing Life. Alina Szapocznikow - Drawings and Sculptures, Cracovie / Varsovie, Josef Grabski / IRSA, 2004[37]
- Katalog rzeźb - Aliny Szapocznikow, Cracovie, Musée national de Cracovie, 2001[38]

### Ouvrages collectifs
- Great Women Artists, Londres, New York, Phaidon, 2019[39]
- Perspective of Adolescence. Szapocznikow - Wróblewski - Wajda, Katowice, Muzeum Śląskie, 2018[40]
- Bittersüße Transformation / Bittersweet Transformation, Alina Szapocznikow, Kateřina Vincourová, Camille Henrot, Vienne, Verlag für moderne kunst, 2016[41]
- Yokohama Triennale 2014, Tokyo, Heibonsha Ltd., 2014[42]
- Dictionnaire de l'objet surréaliste, Paris, Co-édition Gallimard / Musée national d'art moderne - Centre Pompidou, 2013[43]
- Documenta Kassel 16/06 - 23/09 2007, Cologne, Taschen, 2007[44]